# H. Houston Merritt
Hiram Houston Merritt (ur. 1902 w Wilmington, zm. 9 stycznia 1979) – amerykański neurolog. 
Od 1948 do 1967 roku stał na czele Neurological Institute of New York. Od 1958 do 1969 roku był dziekanem Columbia University College of Physicians and Surgeons. 
35 z jego uczniów objęło później katedry neurologii. Wśród jego osiągnięć naukowych znajduje się odkrycie przeciwdrgawkowych właściwości fenytoiny, wczesne badania nad płynem mózgowo-rdzeniowym oraz monografia z 1946 roku poświęcona kile układu nerwowego.
Podręcznik neurologii jego autorstwa Merritt's Neurology  w 2005 roku miał 11 wydań. 
Merritt zmarł w Massachusetts General Hospital w 1979 roku z powodu powikłań choroby naczyniowej mózgu i wodogłowia normotensyjnego (co do tej ostatniej jednostki chorobowej, Merritt nigdy nie był przekonany o jej istnieniu). 

## Prace
- Putnam TJ, Merritt HH (1937) Experimental determination of the anticonvulsant properties of some phenyl derivatives. Science 85:525–526
- Merritt HH. Textbook of Neurology. Lea and Febiger, Philadelphia, Eds 1–6 (1955–1979)
- Merritt HH, Fremont-Smith F (1937) The cerebrospinal fluid. WB Saunders, Philadelphia
- Merritt HH, Putnam TJ (1938) Sodium diphenyl hydantoinate in the treatment of convulsive disorders. JAMA 111: 1068–1073
- Merritt HH, Adams RD, Solomon HC. Neurosyphilis. Oxford University Press, Nowy Jork 1946